# Lucas Emanuel Gómez
Lucas Emanuel Gómez (sinh ngày  6 tháng 10 năm 1987) là một cầu thủ bóng đá người Argentina thi đấu cho Neftchi Baku.

## Sự nghiệp câu lạc bộ
Vào ngày 30 tháng 1 năm 2018, Neftchi Baku thông báo ký hợp đồng với Gómez với thời hạn 1 năm.